# Museo Cívico del Palacio Cento
El Museo Cívico de Palazzo Cento es un museo en Pollenza que conserva el patrimonio histórico y artístico de la ciudad en la región de las Marcas.

## Historia

### Cortesanos
El museo está situado en el Palazzo Cento, un antiguo palacio nobiliario del siglo XVI, cuyo aspecto actual se debe a las restauraciones de los siglos XVII y XVIII. El palacio perteneció a la familia Leopardi de Recanati, que lo utilizó como lugar de vacaciones, alojándose también el entonces muy joven Giacomo Leopardi. El último propietario del palacio fue el cardenal Fernando Cento, y tras su muerte en 1973 se convirtió en museo.

### 1928-1973: Giuseppe Fammilume y don Nazzareno Buldorini
Si el núcleo principal de la colección fue reunido gracias a la pasión por el coleccionismo y la historia de dos figuras de Pollentia como Giuseppe Fammilume y Don Nazzareno Buldorini, quienes en 1928 comenzaron a recopilar y catalogar objetos y documentos de la historia de la ciudad, otras obras fueron a ampliar la colección gracias a las donaciones del cardenal Fernando Cento y de las familias Niccolai, Monti, Failla y otros. El núcleo de las obras cerámicas se encuentra en el interior de la antigua torre de Pollenza y se puede situar en el ámbito de la producción local, particularmente activa hasta el año 1500.
Las pinturas renacentistas y modernas de la colección proceden de las iglesias de la zona.

### 1974: Nace el Museo Cívico de Palazzo Cento
En 1974, tras la muerte del cardenal Cento, el fondo presente en el archivo municipal fue trasladado e instalado en el Palacio que hoy lleva su nombre.

### El Museo de la Vespa, ubicado en el Museo Cívico del Palazzo Cento
A principios de los años 2000, el Museo de la Vespa se incorporó también al Museo Cívico de Palazzo Cento, a partir de la colección acumulada a partir de 1983 por el apasionado Marco Romiti. El museo conserva una amplia selección de modelos de Vespa, junto con un archivo histórico temático que incluye material del Vespa Club de Italia y recuerdos que vinculan la Vespa con el cine, rastreando así la historia del principal producto de Piaggio en el contexto de la Italia de posguerra.  La colección incluye fotografías, copas, trofeos, placas y objetos de merchandising, pero también carteles de películas y calendarios, rarísimos 8 mm de los mítines. Todo este material se ha enriquecido a lo largo de los años gracias a las donaciones de muchos entusiastas y antiguos miembros del Vespa Club de Italia (disuelto oficialmente en los años 70) como el entusiasta Conde Mimmo Leopardi de Recanati. Entre los modelos más raros expuestos se encuentran la primera serie de 98 cc de 1946, la Vespa Sei giorni (1951), la Acma militare y la ACMA Vespa 400, el único vehículo producido por Piaggio.

### 2016: Cierre temporal tras el terremoto
En 2016, tras el terremoto en el centro de Italia, fue cerrado debido a los daños, suspendiéndose así las actividades del museo y de los visitantes.